# 林光寺 (鈴鹿市)
林光寺（りんこうじ）は、三重県鈴鹿市にある、真言宗智山派の仏教寺院。山号は金井山（かないざん）。本尊は千手観世音菩薩。

## 歴史
寺伝によると、天平12年（740年）聖武天皇の勅により、行基菩薩が東大寺無事建立祈願の途次、この地を訪れた折、林の中に清泉が湧き出て金光を放つのを見て感得し、聖武天皇勅願寺として開創されたと伝わる。のち神戸城主代々の祈願所として栄え、寄進された品々が今も現存している。
安土桃山時代に再建された本堂の内部は、桃山様式で須衣檀の彫刻、極彩色の柱、華麗な壁画、格天井の花鳥の絵など、鈴鹿市内では数少ない、桃山建築といわれている。
本堂手前右側に建つ閻魔堂の草創は、南北朝後期（1300年代後期）と伝えられ、のち宝永年間（1704年 - 1711年）に再建されている。この堂は身寄りの無い死者や、水子等不運な人々の供養のため建立されたといい、「えんまの寺」として有名になっている。毎年2月16日と8月16日に開扉し、えんま会式が施行される。

## 文化財
- 重要文化財（国指定）
  - 木造千手観音立像

平安時代の作で、像高1.27m、桧の一本造りで、全般に彫り浅く優美な顔という。この像は年一回、8月9日午後11時より10日午前1時までの2時間開帳される。

## 所在地
- 三重県鈴鹿市神戸6丁目-7-11

## 年中行事
- 2月節分の日　節分会
- 2月16日　えんま会式
- 3月彼岸中の日曜日　春彼岸会
- 4月21日　御影供
- 8月9日　十日観音
- 8月9日午後11時より10日午前1時までの2時間　本尊御開帳
- 8月16日　えんま会式
- 9月23日　彼岸会
- 11月15日　秋の祈願祭
- 毎月1日、21日　月例御縁日

## 近隣施設
- 神戸公園（神戸城跡）

## アクセス
- 鈴鹿市駅より西へ約0.6km
- 三重県道8号四日市鈴鹿環状線橋北詰交差点より南西へ0.3km